# منکس
شرکت منکس (با نام کامل Mennekes Elektrotechnik GmbH & Co. KG) تولیدکننده پیشرو نر و ماده‌های برق صنعتی (کانکتور) می‌باشد که در دفتر مرکزی
آن در شهر کیرکهیوندم واقع در منطقه زاورلند آلمان می‌باشد.
شرکت منکس در سال ۱۹۳۵ توسط آقای آلویس منکس که گواهی صنعتگری ارشد برق دریافت کرده بود تأسیس شد. امروزه منکس ۱۰۰۰ پرسنل در سراسر جهان داردو
مجموعاً درآمدی حدود ۱۳۰ میلیون یورو در سال را کسب کرده است. دفتر مرکزی این شرکت همچنان در شهر کیرکهیوندم آلمان واقع در جنوب منطقه زاورلند واقع شده است که در کنار آن کارخانه اصلی نیز قرار دارد. همچنین سایت تولیدی دیگر در شهر نویدورف آلمان نیز در حال فعالیت است. منکس ۱۶ دفتر در آلمان، ۸۰ دفتر در نقاط مختلف جهان و تعداد زیادی همکار بین‌المللی دارد. مالک و مدیر عامل فعلی این شرکت آقای والتر منکس می‌باشد که نسل دوم این شرکت است. فرزند او آقای کریستوفر منکس نیز که نسل سوم این شرکت است، عهده‌دار همین مسُولیت می‌باشد. آقای والتر منکس عضو هیئت مدیره انجمن تولیدکنندگان تجهیزات برق و الکترونیک آلمان می‌باشد.
ریشه تولیدی این شرکت در اختراع "Glühauf" (یک مدل فندک دیواری) می‌باشد که پس از جنگ جهانی دوم و در نبود کبریت ابداع شد و بدینوسیله آقای آلویس منکس اجازه تأسیس یک کارخانه در سال ۱۹۴۸ را دریافت نمود. به فاصله زمانی کوتاهی در سال ۱۹۶۱، کارگاه ریخته‌گری آلومینیوم در این کارخانه براه افتاد. دقیقاً در محلی که امروزه کارخانه تولید بیش از ۱۱۰۰۰ مدل محصول می‌باشد که بخش مهمی از آن نر و ماده‌های برق صنعتی است.

## کانکتورهای منکس
با وجود اینکه منکس دهه هاست که از مشهورترین تولیدکنندگان کانکتور در بخش‌های صنعتی می‌باشد، نزد عامه مردم شهرت بیشتری در ارتباط با تولید کانکتورهای مخصوص خودروهای الکتریکی شارژی دارد. تمامی تولیدکنندگان خودروهای برقی همچون دایملر و تأمین کنندگان انرژی مثل RWE (ار وه ئه) محصولات و سیستم‌های خود را تحت استاندارد تعریف شده توسط منکس عرضه می‌نمایند.
منکس دارای سابقه طولانی در طراحی و ساخت نر و ماده‌های برقی از نوع CEE تحت استاندارد IEC60309 و همچنین CEEPLUS که کنتاکتهای فرمان کمکی نیز دارد، می‌باشد.
کانکتورهای خودروهای شارژی برای اولین بار در سال ۲۰۰۹ توسط شرکت منکس تولید شدند و همچنان تنها تولیدکننده آن همین شرکت می‌باشد؛ لذا این مدل کانکتورها به «کانکتورهای منکسی» معروف شدند. انجمن برق، الکترونیک و فناوری‌های اطلاعات (VDE) به کمک شرکت منکس که از آزمایشگاه‌های همکار این مؤسسه می‌باشد. مشخصات و استاندارد مبسوط این خانواده از نر و ماده‌ها را تحت عنوان VDE-AR-E 2623-2-2 رسماً ثبت کرد. دو سال بعد این مشخصات تحت پوشش استاندارد بین‌المللی IEC62196 با نام مستعار کانکتور تیپ ۲ قرار گرفت. اما همچنان نام مستعار اصلی آن (کانکتور منکسی) در گفتگوها و مکاتبات غیررسمی بکار می‌رود.
از آنجا که با توجه به تنوع بسیار زیاد محصولات منکس، عبارت «کانکتور منکسی» ابهام‌برانگیز است، شرکت منکس شخصاً از عبارت «کانکتور تیپ ۲»
در اشاره به این محصول استفاده می‌نماید.